# 330 (szám)
A 330 (római számmal: CCCXXX) egy természetes szám, binomiális együttható.

## A szám a matematikában
A tízes számrendszerbeli 330-as a kettes számrendszerben 101001010, a nyolcas számrendszerben 512, a tizenhatos számrendszerben 14A alakban írható fel.
A 330 páros szám, összetett szám, kanonikus alakban a 21 · 31 · 51 · 111 szorzattal, normálalakban a 3,3 · 102 szorzattal írható fel. Tizenhat osztója van a természetes számok halmazán, ezek növekvő sorrendben: 1, 2, 3, 5, 6, 10, 11, 15, 22, 30, 33, 55, 66, 110, 165 és 330.
Ötszögszám.
Ritkán tóciens szám.
A {\displaystyle _{11 \choose 4}}, illetve a {\displaystyle _{11 \choose 7}} binomiális együttható értéke 330.
A 330 négyzete 108 900, köbe 35 937 000, négyzetgyöke 18,16590, köbgyöke 6,91042, reciproka 0,0030303. A 330 egység sugarú kör kerülete 2073,45115 egység, területe 342 119,43998 területegység; a 330 egység sugarú gömb térfogata 150 532 553,6 térfogategység.